# Chicago WCT 1982 - Doppio
Il doppio del torneo di tennis Chicago WCT 1982, facente parte della categoria World Championship Tennis, ha avuto come vincitori Anand Amritraj e Vijay Amritraj che hanno battuto in finale Mike Cahill e Bruce Manson con il punteggio di 3–6, 6–2, 6–3.

## Teste di serie
1. Heinz Günthardt /  Balázs Taróczy (quarti di finale)

1. Tracy Delatte /  Eric Fromm (primo turno)

## Tabellone

### Legenda
| - Q = Qualificato - WC = Wild card - LL = Lucky loser | - ALT = Alternate - SE = Special Exempt - PR = Protected Ranking | - w/o = Walkover - r = Ritirato - d = Squalificato |

|  | Quarti di finale                  | Quarti di finale                  | Quarti di finale                  | Quarti di finale                  | Quarti di finale |  |  | Semifinali                     | Semifinali                     | Semifinali                     | Semifinali               | Semifinali |   |   | Finale                        | Finale                        | Finale | Finale | Finale |  |
|  |                                   |                                   |                                   |                                   |                  |  |  |                                |                                |                                |                          |            |   |   |                               |                               |        |        |        |  |
|  | 1                                 | Heinz Günthardt Balázs Taróczy    | Heinz Günthardt Balázs Taróczy    | 7                                 | 6                |  |  |                                |                                |                                |                          |            |   |   |                               |                               |        |        |        |  |
|  |                                   | Mark Dickson Terry Moor           | Mark Dickson Terry Moor           | 6                                 | 3                |  |  | Heinz Günthardt Balázs Taróczy | Heinz Günthardt Balázs Taróczy | Heinz Günthardt Balázs Taróczy | 5                        | 3          |   |   |                               |                               |        |        |        |  |
|  | Anand Amritraj Vijay Amritraj     | Anand Amritraj Vijay Amritraj     | Anand Amritraj Vijay Amritraj     | Anand Amritraj Vijay Amritraj     | w/o              |  |  | Anand Amritraj Vijay Amritraj  | Anand Amritraj Vijay Amritraj  | Anand Amritraj Vijay Amritraj  | 7                        | 6          |   |   |                               |                               |        |        |        |  |
|  | Harold Solomon Roscoe Tanner      | Harold Solomon Roscoe Tanner      | Harold Solomon Roscoe Tanner      | Harold Solomon Roscoe Tanner      |                  |  |  |                                |                                |                                |                          |            |   |   | Anand Amritraj Vijay Amritraj | Anand Amritraj Vijay Amritraj | 3      | 6      | 6      |  |
|  | Steve Meister Craig Wittus        | Steve Meister Craig Wittus        | Steve Meister Craig Wittus        | Steve Meister Craig Wittus        | w/o              |  |  |                                |                                | Mike Cahill Bruce Manson       | Mike Cahill Bruce Manson | 6          | 2 | 3 |                               |                               |        |        |        |  |
|  | José Luis Clerc Hans Gildemeister | José Luis Clerc Hans Gildemeister | José Luis Clerc Hans Gildemeister | José Luis Clerc Hans Gildemeister |                  |  |  | Steve Meister Craig Wittus     | Steve Meister Craig Wittus     | Steve Meister Craig Wittus     | 5                        | 2          |   |   |                               |                               |        |        |        |  |
|  |                                   | Mike Cahill Bruce Manson          | 6                                 | 6                                 | 6                |  |  | Mike Cahill Bruce Manson       | Mike Cahill Bruce Manson       | Mike Cahill Bruce Manson       | 7                        | 6          |   |   |                               |                               |        |        |        |  |
|  | 2                                 | Tracy Delatte Eric Fromm          | 7                                 | 4                                 | 3                |  |  |                                |                                |                                |                          |            |   |   |                               |                               |        |        |        |  |